# 임보라 (배우)
임보라(1995년 9월 30일~)는 대한민국의 모델, 배우이다.

## 방송
- 2018년 : 팔로우미 10
- 2019년 : 팔로우미 11
- 2020년 : 팔로우미 12

## 드라마
- 2020년 MBC 드라마넷 《만찢남녀》
- 2023년 SBS 금토드라마 《7인의 탈출》 - 조수지 역
- 2024년 SBS 금토드라마 《7인의 부활》 - 조수지 역
- 2025년 ENA 월화드라마 《살롱 드 홈즈》 - 안세희 역